# Jonella Ligresti
Jonella Francesca Ligresti (Milano, 23 marzo 1967) è un'imprenditrice italiana, figlia primogenita dell'imprenditore Salvatore Ligresti, ex-presidente di Fondiaria Sai ed ex-vicepresidente di Premafin, e di Antonietta Bambi Susini.

## Biografia
Nel 1990, a 23 anni, interrompe gli studi all'Università Bocconi ed entra nel consiglio di amministrazione della Premafin Finanziaria Spa. Nel luglio del 1997 viene nominata vice presidente della SAI. Nel giugno del 1998 è quindi eletta vice presidente della Premafin Finanziaria S.p.A. Nel marzo del 1999, dopo quattro anni di crescita, viene nominata presidente di Nuova MAA Assicurazioni S.p.A. (incarico che mantiene fino all'incorporazione della società in Milano Assicurazioni a fine 2003).
Jonella Ligresti giunge alla posizione di vertice del Gruppo Fondiaria SAI nel marzo 2001, quando è eletta presidente della SAI S.p.A., carica riconfermata nel 2003 dal consiglio di Fondiaria-Sai S.p.A. (società nata dalla fusione per incorporazione della Fondiaria S.p.A. nella SAI fine dicembre 2002). Secondo alcune fonti, dovette sostituire alla guida dell'azienda il padre Salvatore, che aveva perduto i requisiti necessari per condurre una società di assicurazioni, a seguito della condanna nell'ambito dell'inchieste di Mani pulite. Nel 2003 diventa presidente del consiglio di amministrazione di Fondiaria Sai.
Nel 2006 è la donna manager più pagata d'Italia: decima in assoluto nella classifica dei manager più pagati di Italia, con 4.631.002 euro lordi. Nel 2007 diventa la prima e unica donna a sedere nel consiglio di amministrazione di Mediobanca, seguita l'anno dopo da Marina Berlusconi. Il 24 luglio 2007 le viene conferita dall'Università di Torino la laurea honoris causa in economia e commercio, ma la stessa le viene revocata dal Ministero dell'istruzione e della ricerca, con atto d'iniziativa del ministro Fabio Mussi in persona, dopo appena sei ore dal conferimento, per insussistenza dei requisiti.

## Processi
Il 17 luglio 2013 viene arrestata a Cagliari, insieme alla sorella Giulia, su richiesta della magistratura di Torino nell'ambito dell'inchiesta Fonsai. Nell'ottobre del 2016 Jonella Ligresti viene condannata in prima istanza dal tribunale di Torino a 5 anni e 8 mesi per falso in bilancio e aggiotaggio informativo. Nel marzo 2019 la corte d'appello di Torino annulla la condanna di primo grado e trasmette gli atti a Milano. Il gip di Milano, accogliendo la richiesta della procura, il 12 maggio 2021 la proscioglie da tutte le accuse, ritenendole infondate.